# 大興産業
大興産業株式会社（たいこうさんぎょう ）は、岡山県井原市に本社を置く、酢の醸造・販売を中心とした調味料メーカーである。

## 主な商品
ここでは一般家庭向けの商品について記述。

### 食酢
- 食酢
- 米酢
- 純米酢
- 五倍酢（酸度22％）
- りんご酢
- 有機玄米黒酢　他

### 調味料
- らっきょう酢
- 味付け酢
- 漬けもの酢
- すし酢
- くだものを漬けて飲みま酢
- 味付けポン酢
- こだわりゆず味ぽん　他

### ドレッシング
- こだわりドレッシング　たまねぎ黒酢
- こだわりドレッシング　にんにくバジル
- こだわりドレッシング　ミックス野菜
- こだわりドレッシング　ゆず
- ノンオイル　青じそ
- ノンオイル　和風ごま　他